# تریزومی ایکس
سندرم ایکس سه‌گانه (به انگلیسی: Triple X syndrome) که با نام‌های تریزومی ایکس و "۴۷-XXX" نیز شناخته می‌شود، با حضور یک کروموزوم ایکس اضافی در هر سلول از بدن افراد مؤنث بروز پیدا می‌کند. افراد مبتلا به این سندرم، اغلب قدبلندتر از حد متوسط هستند. معمولاً هیچ تفاوت جسمی و مشکلات باروری عمده‌ای در این افراد وجود ندارد اما گاهی مشکلات یادگیری، هیپوتونی، تشنج یا مشکلات کلیوی وجود دارد.
ایکس سه‌گانه یک اتفاق تصادفی است. این عارضه می‌تواند در هنگام تقسیم سلول‌های تولیدمثلی مادر و پدر یا در طول تقسیم سلول‌ها طی رشد اولیهٔ جنین ایجاد شود. این سندرم به‌طور معمول از یک نسل به نسل دیگر به ارث نمی‌رسد. وضعیت موزاییسم وراثتی به این معنی که فقط درصدی از سلول‌های بدن حاوی سه کروموزوم ایکس باشد نیز می‌تواند رخ دهد. تشخیص این عارضه از طریق تست کاریوتایپ یا تجزیه و تحلیل کروموزومی با روش‌های سیتوڗنتیکی انجام می‌شود.
درمان این عارضه شامل گفتاردرمانی، فیزیوتراپی و مشاوره است. تقریباً در هر ۱۰۰۰ تولد نوزادان مؤنث، یک مورد تریزومی ایکس اتفاق می‌افتد. برآورد می‌شود که ۹۰٪ از مبتلایان، تشخیص داده نمی‌شوند زیرا یا علائمی ندارند یا علائم خفیفی دارند. این عارضه نخستین بار در سال ۱۹۵۹ شناسایی شد.

## علائم و عوارض
از آن‌جا که اکثریت قریب به اتفاق زنان سه‌گانه ایکس هرگز تشخیص داده نمی‌شوند، ممکن است تعیین دقیق مشخصات، عوارض و اثرات این سندروم بسیار دشوار باشد. نمونه‌هایی که مورد مطالعه قرار گرفته‌اند اندک بوده و ممکن است قابل تعمیم به تمام جمعیت نباشند. به دلیل لیونیزاسیون یا غیرفعال شدن کروموزوم‌های ایکس و تشکیل اجسام بار، در تمام سلول‌های افراد مؤنث، فقط یک کروموزوم ایکس در هر زمان فعال است؛ بنابراین یک فرد مبتلا به سندرم ایکس سه‌گانه در هر سلول دارای دو جسم بار خواهد بود که این اتفاق منجر به این می‌شود که بیشتر افراد، تنها عوارض خفیفی داشته باشند یا فاقد هرگونه عوارض و علائمی باشند. همچنین این علائم از فردی به فرد دیگر متفاوت است و برخی افراد بیشتر از دیگران تحت تأثیر قرار می‌گیرند.

### اثرات فیزیکی
این اثرات عبارت‌اند از بلندی قد و قامت، چین‌های عمودی پوستی که ممکن است گوشه داخلی چشم نیز توسط پوست چین‌خورده پوشانده شود (Epicanthal fold)، هایپوتونی و ضعف در تونوس ماهیچه‌ای و وجود یک منحنی در انگشت ۵ به‌سمت انگشت ۴ (Clinodactyly). همچنین ممکن است بیمار دارای یک سر کوچک باشد (میکروسفالی). در مجموع، ناهنجاری‌های جسمی بارز و عمده‌ای در زنان و دختران مبتلا به ایکس سه‌گانه به غیر از قد بلندتر از حد متوسط قابل مشاهده نیست.
هماهنگی حرکتی ضعیف نیز در برخی بیماران ممکن است وجود داشته باشد. همچنین به‌نظر می‌رسد این مبتلایان دارای آمار بالاتری از بیماری کژپشتی (اسکولیوز) هستند.

### اثرات روانی
افراد مبتلا به ایکس سه‌گانه اغلب در یادگیری مهارت‌های زبانی کندتر هستند. مبتلایان همچنین به‌طور متوسط ۲۰ واحد ضریب هوشی پایین‌تری در مقایسه با سایرین دارند. عزت نفس پایین، اضطراب، افسردگی، مشکلات گفتار و بروز برخی علایم اوتیسم نیز در آن‌ها معمول است.

## علت

مشکلات میوز فرد مذکر و در نتیجه یک گامت مرد با ۲ کروموزوم ایکس تولید می‌شود.

مشکلات میوز فرد مؤنث و در نتیجه یک گامت زن با ۲ کروموزوم ایکس تولید می‌شود.

سندرم ایکس سه‌گانه ارثی نیست اما معمولاً به عنوان یک اتفاق در هنگام تشکیل سلول‌های تولید مثلی (تخمک و اسپرم) رخ می‌دهد. خطایی در تقسیم سلولی به نام nondisjunction یا عدم جدا شدن می‌تواند منجر به تولید سلول‌های دارای یک کروموزوم ایکس اضافی شود. به عنوان مثال، یک تخمک یا سلول اسپرم ممکن است یک نسخه اضافی از کروموزوم ایکس را به عنوان نتیجهٔ عدم جدا شدن از آن به دست آورد. اگر یکی از این سلول‌ها با سلول طبیعی در جنس مخالف ترکیب و منجر به تشکیل جنین شود، کودک یک کروموزوم ایکس اضافی در هر سلول خود خواهد داشت. در برخی موارد، تریزومی X هنگام تقسیمات سلولی در رویان و مراحل اولیهٔ رشد جنینی اتفاق می‌افتد. بعضی از افراد مبتلا به سندرم ایکس سه‌گانه فقط در بعضی از سلول‌های خود کروموزوم ایکس اضافی دارند. به این وضعیت، موزاییسم ژنتیکی ""۴۶- XX / 47" ""XXX" گفته می‌شود.

## تشخیص
اکثریت قریب به اتفاق زنان سه‌گانه ایکس به دلیل تظاهرات خفیف علائم هرگز تشخیص داده نمی‌شوند، مگر این‌که در زندگی به دلایلی تحت آزمایش‌های سیتوڗنتیکی قرار بگیرند. سندروم ایکس سه‌گانه را می‌توان با آزمایش خون تشخیص داد. در این روش، کروموزوم‌ها با انجام تست کاریوتایپ، بررسی می‌شوند. ممکن است ناهنجاری‌هایی نیز در نوار مغزی قابل مشاهده باشد.
سندروم ایکس سه‌گانه را می‌توان از طریق آمنیوسنتز یا نمونه‌گیری از پرزهای جفتی پیش از تولد تشخیص داد. در دانمارک، بین سال‌های ۱۹۷۰ و ۱۹۸۴، ۷۶٪ از جنینهای تشخیص داده شده پیش از تولد سقط شدند. در سال ۱۹۸۷، این رقم به ۵۶ درصد کاهش یافت. با به‌دست آمدن اطلاعات بیشتر در مورد ریسک و خطرات پایین این عارضه، تعداد سقط جنین‌ها کاهش یافت. در هلند، بین سال‌های ۱۹۹۱ و ۲۰۰۰، ۳۳٪ (۱۸ سقط از ۵۴ مورد جنین مبتلا) از زن و شوهرهایی که با تشخیص ایکس سه‌گانه قبل از تولد نوزاد خود روبرو شده بودند، سقط جنین را انتخاب کردند. اگر اطلاعات متعادل و دقیقی در اختیار والدین قرار گیرد، قبل از تولد، احتمال سقط داوطلبانه جنین، کاهش می‌یابد.

## درمان
محیط خانه پایدار و متعادل می‌تواند برخی از علائم مبتلایان را بهبود بخشد.

## همه‌گیرشناسی
سندرم ایکس سه‌گانه در حدود ۱ مورد از هر ۱۰۰۰ دختر مشاهده می‌شود. به‌طور متوسط روزانه پنج تا ده دختر مبتلا به سندروم ایکس سه‌گانه در ایالات متحده متولد می‌شوند.

## تاریخچه
نخستین گزارش منتشر شده از زنی با تریزومی ایکس، توسط پاتریشیا ای. جیکوبز و همکاران، در بیمارستان عمومی وسترن در ادینبورگ، اسکاتلند، در سال ۱۹۵۹ منتشر شد. این بیماری در یک زن جوان ۳۵ ساله با ۱۷۶ سانتی‌متر قد و ۵۸٫۲ کیلوگرم وزن، مشاهده شد. این زن در ۱۹ سالگی یائسگی زودرس و مشکلاتی در تخمدان داشته‌است و مادرش ۴۱ ساله بود و پدرش ۴۰ سال داشت. جیکوبز، زن دارای یک کروموزوم ایکس اضافی را "اَبَر زن" نامید، این اصطلاح بلافاصله مورد انتقاد قرار گرفت و مورد قبول واقع نشد. آسیب‌شناس و متخصص ژنتیک بریتانیایی، برنارد لنوکس، مشاور ارشد نام‌گذاری اصطلاحات پزشکی در فرهنگ لغت انگلیسی آکسفورد، اصطلاح "سندرم XXX" را پیشنهاد کرد.